# Heinrich Lysius
Heinrich Lysius (* 24. Oktober 1670 in Flensburg; † 16. Oktober 1731 in Königsberg (Preußen)) war ein deutscher lutherischer Theologe und Schuldirektor.

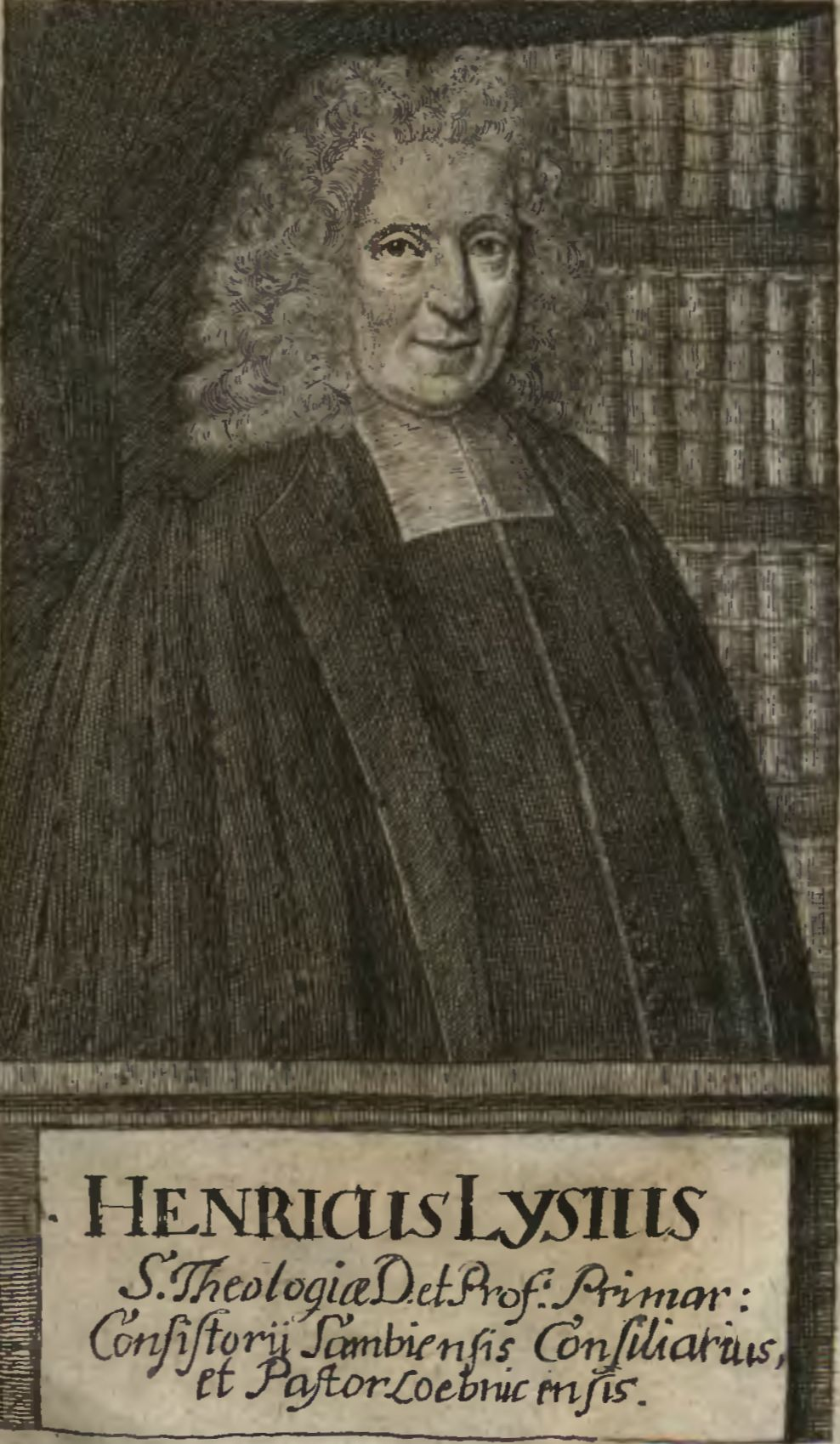
Heinrich Lysius

## Leben
Geboren wurde Heinrich Lysius als Sohn des Flensburger Pastors und Propstes Johannes Lysius († 1694) und seiner Frau Brigitte, geborene Lorentz. Da ihn seine Eltern für die geistliche Laufbahn bestimmt hatten, bezog er früh (1678) die Lateinschule in Flensburg und später in Schleswig. Privat lernte er neben den biblischen Sprachen Latein, Griechisch und (Alt-)Hebräisch auch Altsyrisch und Rabbinisch. Von 1687 bis 1692 studierte Lysius an den Universitäten Jena, Leipzig und Königsberg zunächst Philosophie, dann Theologie. In Leipzig kam er als Student Johannes Olearius’ wohl erstmals mit dem Pietismus in Berührung.
Als Lysius nach Abschluss des Studiums seinem Vater in Flensburg als Prediger assistierte, reiste er nach einem pietistischen Bekehrungserlebnis nach Halle, um die führenden Köpfe des lutherischen kirchlichen Pietismus, Philipp Jakob Spener, August Hermann Francke und Joachim Justus Breithaupt kennenzulernen. In Flensburg nahm man jedoch Anstoß an seiner pietistischen Frömmigkeit und verwehrte ihm die Möglichkeit, seinem Vater im Amt nachzufolgen. Lysius fasste daher zunächst den Entschluss, Kaufmann zu werden. 1696 heiratete er Gertrud Paulsen; der Ehe entstammten vier Töchter und drei Söhne, darunter die späteren Professoren Johann Heinrich Lysius (1704–1745) und Johann Christian Lysius. Seine Tochter Brigitta heiratete den Königsberger Mathematiker und Philosophen Christoph Langhansen.
Auf Vermittlung Speners wurde Lysius 1701 als Prediger nach Königsberg berufen und zugleich zum Direktor der dortigen königlichen Schule, des späteren Collegium Fridericianum, ernannt. In dieser Funktion bildete er gewissermaßen den Brückenkopf des Pietismus in Ostpreußen. Er baute die Schule nach dem Vorbild des halleschen Waisenhauses aus, hielt Katechese und führte öffentliche Prüfungen zum Qualitätsbeweis ein. Zugleich setzte er in der Schule eine tägliche Gewissenserforschung durch, die dem Schüler Immanuel Kant missfiel. Lysius erfreute sich großer Beliebtheit bei König Friedrich Wilhelm I., der ihn zum Stadtpastor, Hofprediger und Inspektor der Schulen im litauischen Preußen ernannte.
Die Gunst des Königs eröffnete Lysius auch eine akademische Karriere. Nachdem ihm die Universität Halle 1702 den theologischen Doktorgrad verliehen hatte, wurde er 1709 zum außerordentlichen und 1714 zum ordentlichen Professor für Theologie an der Universität Königsberg (Albertina) ernannt. Im Laufe der Jahre rückte er zum Dekan der theologischen Fakultät auf und stand der Universität in den Jahren 1720, 1724 und 1728 als Rektor der Alma Mater vor.

## Werke (Auswahl)
- Synopsis Controversiarum, a veritatis, pacisque ac pietatis, hostibus domesticis, sub orthodoxiae praetextu hoc tempore motarum. In qua Orthodoxia Evangelica a novis corruptelis, & B. Philippus Jac. Spenerus, aliique Theologi orthodoxi, a Calumniis D. Samuelis Schelgvigii, aliorumque Novatorum vindicantur ... Accedit Discussio Vindiciarium Schelgvigianarum, in Articulo de Justificatione. Zeitler, Halle 1712. (Digitalisat)
- Kurtzer Begriff Der Religion Salomonis und aller Gläubigen. Aus dem Prediger-Buch Salomonis Cap. 12. v. 13.14. ... vorgestellet Und nebst einer Vorrede und Anhang ... herausgegeben. Frankfurt und Leipzig 1712. (Digitalisat)
- D. H. Lysius ... unterrichtet seine Gemeine ... von der Unwahrheit, die in einer gottlosen Schmäh-Schrifft wider ihn ... ausgestossen H. N. Herbert. Königsberg [1716].
- Beantwortung eines Briefes Und Funfzehen Fragen, Tit. Herrn Bernhardi Theodori Baronen von Schencken, Sub dato den 9. Aug. 1719 Dem Autori zugesandt. Nebst einem Anhang von Besessenen. Stelter, Königsberg 1719. (Digitalisat)
- Dissertatio inauguralis theologica, Jesum Christum Totius Theologiae Fundamentum: exhibens cujus part. I. ex decreto venerandae facultatis theologicae. Sub Praesidio ... Dn. Henrici Lysii, ... defendet M. Georg Friedrich Rogall. Reusner, Königsberg [1725].
- Die Quelle des Verderbens und der Verdammniß der Menschen bey der allgemeinen Liebe Gottes, hat in einer ordentlichen Predigt ... am anderen Pfingst-Feyer-Tage aus dem ... Fest-Evangelio Joh. 3.v. 16.-21. Lange, Königsberg o. J. (Digitalisat)